# Endre Steiner
Endre Steiner (Budapest, 27 giugno 1901 – Budapest, 29 dicembre 1944) è stato uno scacchista ungherese.

## Risultati
Partecipò con la nazionale ungherese a sei Olimpiadi degli scacchi dal 1927 al 1937, con il risultato complessivo di +59 –21 =22. Vinse tre medaglie d'oro di squadra (1927, 1928 e 1936), due medaglie d'argento di squadra (1930 e 1937) e una medaglia d'argento individuale nel 1937.
Tra i migliori risultati di torneo il 1º posto a Kecskemét 1933, il 2º posto a Trenčianske Teplice 1928 e il 3º posto a Portsmouth 1923. 
È noto per aver giocato con il bianco contro Alexander Alekhine nel torneo internazionale di Budapest 1921. Contro l'apertura di re 1. e4 Alekhine giocò 1. ...Cf6. Questa è considerata la "partita madre" della difesa Alekhine. Alekhine vinse brillantemente la partita.
Secondo i dati di Chessmetrics raggiunse un Elo (virtuale) di 2644 punti e nel 1939 era il 16º giocatore più forte del mondo. 
Di famiglia ebraica, morì all'età di 44 anni in un campo di concentramento nazista nei pressi di Budapest il 29 dicembre 1944. 
Era fratello maggiore di Lajos Steiner e cugino di Herman Steiner. 